# ديفيد كامبل (عالم سياسة)
ديفيد كامبل (بالإنجليزية: David Campbell)‏ هو عالم سياسة أسترالي، ولد في 15 أغسطس 1961.